# Гвемар I (князь Салерно)
Гвемар I (около 855—900/901) — князь Салерно в 880—900/901 годах, сын князя Гвефера. Хроники его правления характеризуют князя как деспотичного и непопулярного правителя.

## Биография
Гвемар I стал соправителем отца в 877 году, а в 880 году вынудил отца удалиться в монастырь Сан-Массимо и стал единовластным князем. В 877 году Гвемар I присоединился к похода императора Карла II Лысого против арабов, но Карл покинул Италию, так и не сразившись с противником. В 881 году арабы угрожали уже самому Салерно. Гвемар также воевал с герцогом-епископом Неаполя Афанасием, захватившим Капую — вассальное графство Гвемара. В 886 году Гвемар I и Ландо II Капуанский прибыли в Константинополь, где подтвердили свою лояльность Византии. Из Византии Гвемар вернулся с титулом патриция и наёмным отрядом, с помощью которого отразил арабскую угрозу.
Вскоре Гвемар I изменил Византии и вступил в союз с её противником — герцогом Гвидо IV Сполетским, на сестре которого Итте женился. Совместно новые родственники выбили византийцев из Беневенто в 895 году и Гвидо IV, став князем Беневенто, предложил Гвемару стать его соправителем. В это время Гвемар I, обвинённый в попытке убить гастальда Авеллино Адельфера, оказался в плену и только вмешательство Гвидо IV помогло Гвемару обрести свободу. После этого опозоренный Гвемар вернулся в Салерно, забыв о беневентских амбициях.
В 893 году, перед началом войны за Беневенто, Гвемар I назначил своего сына Гвемара II соправителем. После возвращения в Салерно Гвемара I в городе вспыхнуло подогреваемое Афанасием Неаполитанским восстание, но отец и сын сумели подавить мятеж. В 900/901 году Гвемар I был вынужден удалиться в монастырь Сан-Массимо, оставив единоличным князем Гвемара II.